# Linia Korfantego
Linia Korfantego – zaproponowana przez Wojciecha Korfantego linia rozdzielająca Górny Śląsk na część niemiecką i polską, uwzględniająca wynik plebiscytu przeprowadzonego w dniu 20 marca 1921 r. zgodnie z pierwotnie ustaloną zasadą liczenia głosów gminami.
Linia została wyznaczona przez Wojciecha Korfantego, po złożonej mu 22 marca 1921 r., wieczornej wizycie wysokiego oficera angielskiego. Przekazał on poufnie, że Anglicy i Włosi z Międzysojuszniczej Komisji Rządzącej i Plebiscytowej na Górnym Śląsku z siedzibą w Opolu, proponują przyznać Polsce jedynie powiat pszczyński, rybnicki i skrawek powiatu katowickiego. W związku z tym Wojciech Korfanty w dniu 23 marca 1921 roku wykreślił nowy projekt granicy, liczony według gmin, w których każda ze stron uzyskała większość. Następnie projekt ten przedstawił do dyskusji Komisji Międzysojuszniczej oraz opinii europejskiej. 
Według projektu nowa granica miała biec: od Bogumina – wzdłuż Odry – do Zimnic Wielkich – skręcać na północny wschód wzdłuż ówczesnej zachodniej granicy powiatu strzeleckiego do Kolonowskiego, stamtąd koło Chybia, przez Knieję, Zębowice, Wachowice, Wolęcin, następnie przez Kościeliska z Olesnem po stronie polskiej aż do granicy Rzeczypospolitej Polskiej.
W przypadku jego przyjęcia, niektóre wsie w powiatach kozielskim, oleskim i prudnickim o większości polskiej, zostałoby po stronie niemieckiej (jednak ogólnie w tych powiatach dość zdecydowanie zwyciężyła opcja niemiecka). Po stronie niemieckiej miały pozostać prężne ośrodki polskości, jak Prudnik, Cisek, Górki, Winów, Boguszyce i Chmielowice. Podobnie, na terenie polskim pozostałoby wiele „wysp” niemieckich, m.in. niemal wszystkie większe miasta oraz powiat gliwicki, w którym zwyciężyła opcja niemiecka.
„Linia Korfantego” stała się przedmiotem ożywionej dyskusji w prasie europejskiej i w kołach dyplomatycznych, ponieważ Polskiemu Komisariatowi Plebiscytowemu udało się mapę umieścić w prawie wszystkich liczących się pismach europejskich.
Na podstawie „Linii Korfantego” gen. Henri Le Rond (komisarz francuski) zaproponował granicę według tzw. „Linii gen. Le Ronda”, biegnącej przez powiaty strzelecki i oleski, ale pozostawiającej Olesno (w którym zwyciężyła opcja niemiecka) po stronie niemieckiej. 
Po zmianie rządu we Włoszech, nowy włoski minister spraw zagranicznych Sforza, przychylniejszy dla Polski niż jego poprzednik, zaproponował projekt pośredni pomiędzy projektem angielsko-niemieckim a projektem polsko-francuskim. Mimo tego, nadal wszystko wskazywało, że podział Śląska zostanie przeprowadzony według koncepcji angielsko-niemieckiej, toteż 3 maja 1921 Korfanty wydał rozkaz rozpoczęcia powstania.